# Schipka (Stadt)
Schipka (bulg. Шипка) ist eine Stadt in Südbulgarien in der Gemeinde Kasanlak, Provinz Stara Sagora. Die Stadt liegt unmittelbar am südlichen Ausgang des gleichnamigen Gebirgspasses. Von Norden aus ist sie durch das Balkangebirge begrenzt.
Schipka (zu deutsch Hagebutte) liegt an zwei strategisch wichtigen Straßen, die Nord- und Südbulgarien über den leicht passierbaren Pass vereinen. Die zwei Straßen, die hier zusammenführen, sind: die von der Donau her über Plewen (Плевен), Lowetsch (Ловеч), Sewliewo und der von Russe über Weliko Tarnowo und von Schumen nach Edirne (heute Türkei; bulg. Одрин / Odrin).

## Geschichte
Die ersten Anzeichen einer Besiedlung stammen von einer thrakischen Siedlung, die in der Nähe der heutigen Stadt lag.
Nach dem Fall Bulgariens unter osmanisch-türkischer Herrschaft im Jahre 1398 wurde von den Osmanen hier ein Wehrdorf für Derbendji errichtet, die den nahe gelegenen Pass von Hajduken schützen sollten. Internationale Berühmtheit erfuhr das damalige Dorf während des 7. Russisch-Osmanischen Krieges (1877–1878).
In der Nähe der Stadt fand während des Krieges die wichtige Schlacht von Schipka statt. Die Schlacht und Region wurde von Iwan Wasow zum Thema seines Epos Epopöe der Vergessenen (bulg. Епопея на забравените). Als Gedenkstätte für die gefallenen russischen Soldaten wurde im Ort das Schipka-Kloster mit der Geburtskirche Jesu (auch Schipka-Gedächtniskirche genannt) erbaut. Oberhalb der Stadt wurde auch das Schipkadenkmal  erbaut.

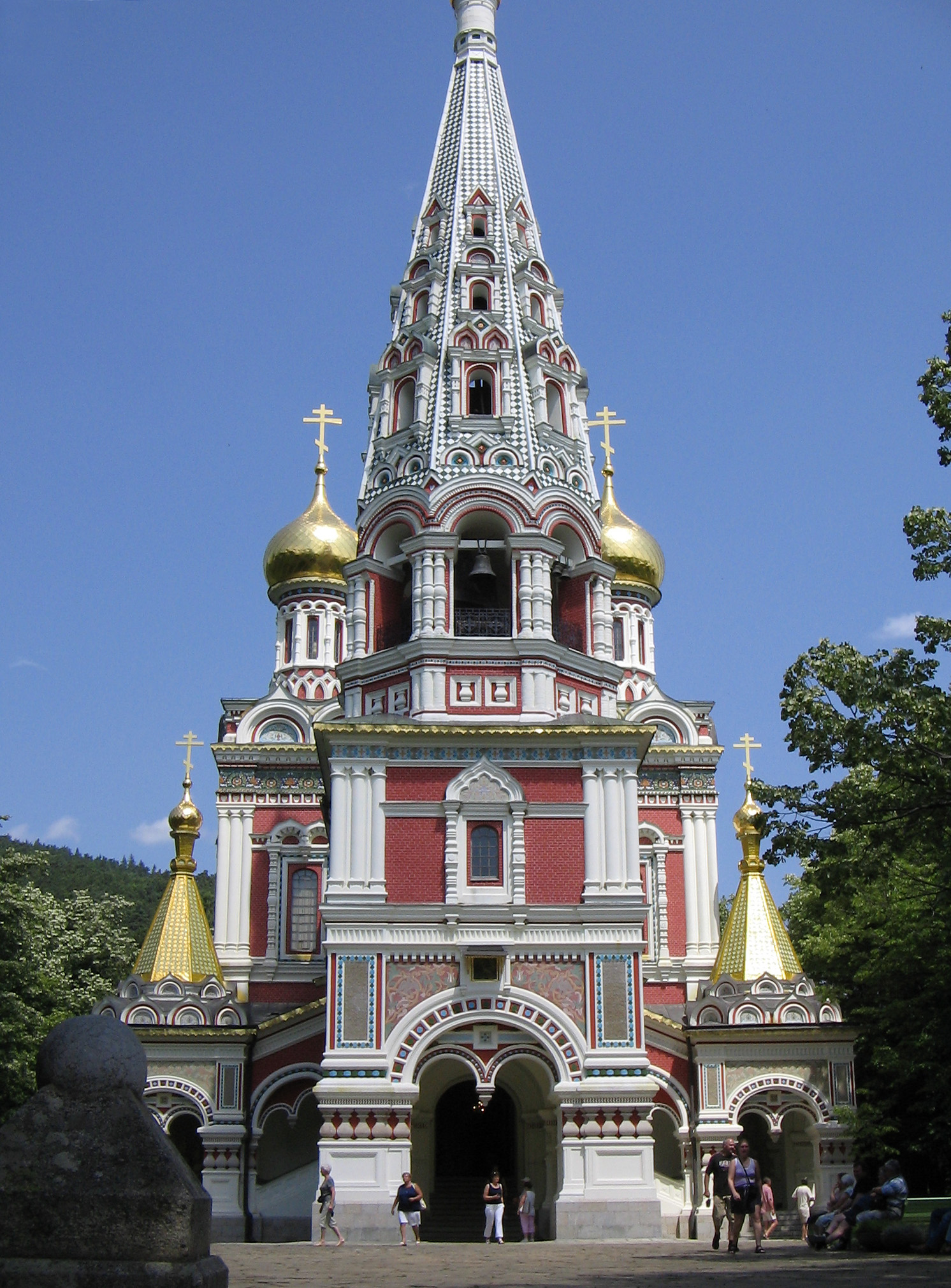
Die Schipka Gedächtniskirche
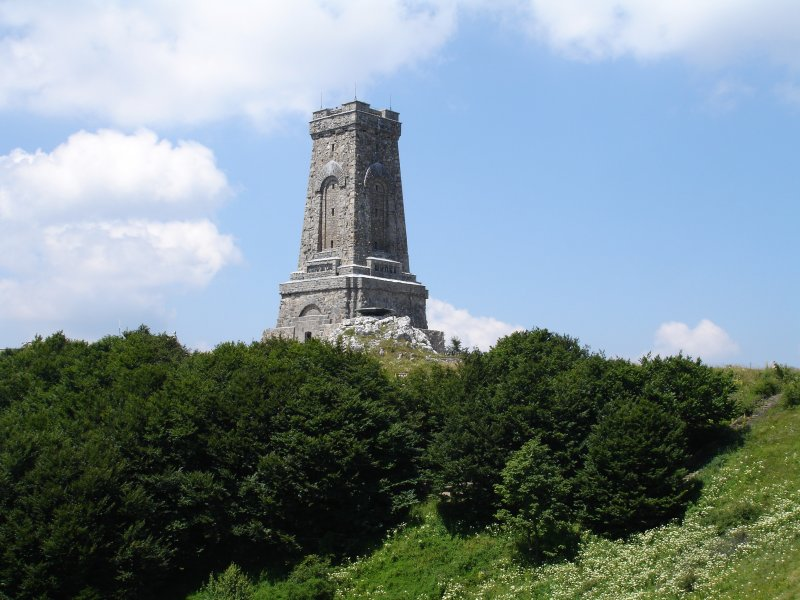
Das Schipkadenkmal
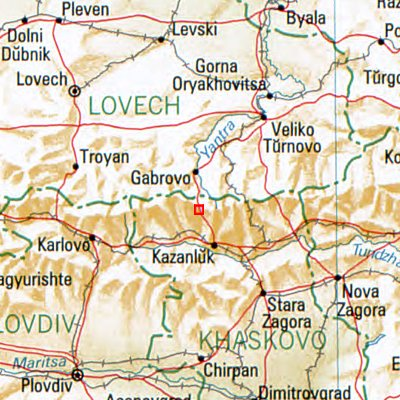
Schipka (rotes Viereck) – Bulgarien – Nachbarorte: Gabrowo, Kasanlak, Plewen (im Norden), Stara Sagora (im Süden)

## Funde
Hauptartikel: Goldmaske von Schipka
Im Jahre 2004 entdeckte ein Team bulgarischer Archäologen, unter der Leitung von Georgi Kitow bei Schipka in einem Königsgrab der Thraker neben zahlreichen anderen Grabbeigaben eine 500 Gramm schwere Maske aus reinem Gold. Es handelt sich um die erste bekannte Thrakermaske aus reinem Gold, da frühere lediglich mit dem Edelmetall überzogen waren. Die Wissenschaftler ordneten sie nach ersten Untersuchungen König Seutus III. zu, der im fünften Jahrhundert vor Christus in der Region herrschte.

## Bevölkerungsentwicklung
Schipka verliert seit über 80 Jahren an Bevölkerung. Dies geschieht jedoch langsamer als in Kasanlak.
| Datum      | Einwohnerzahl |
| ---------- | ------------- |
| 31.12.1934 | 2390          |
| 31.12.1946 | 2200          |
| 01.12.1956 | 2142          |
| 01.12.1965 | 1996          |
| 02.12.1975 | 2000          |
| 04.12.1985 | 1793          |